# ليونيل بالير
ليونيل بالير (بالإنجليزية: Lionel Palairet)‏ (و. 1870 – 1933 م) هو لاعب كريكت من المملكة المتحدة، والمملكة المتحدة لبريطانيا العظمى وأيرلندا، ولد في Grange-over-Sands ‏، توفي في Exmouth ‏، عن عمر يناهز 63 عاماً.

## التعليم
تعلم في كلية أوريل بجامعة أكسفورد
.

## جوائز
حصل على جوائز منها:
لاعب كريكت ويسدن للسنة ‏